# Bảo tàng Ma Cao

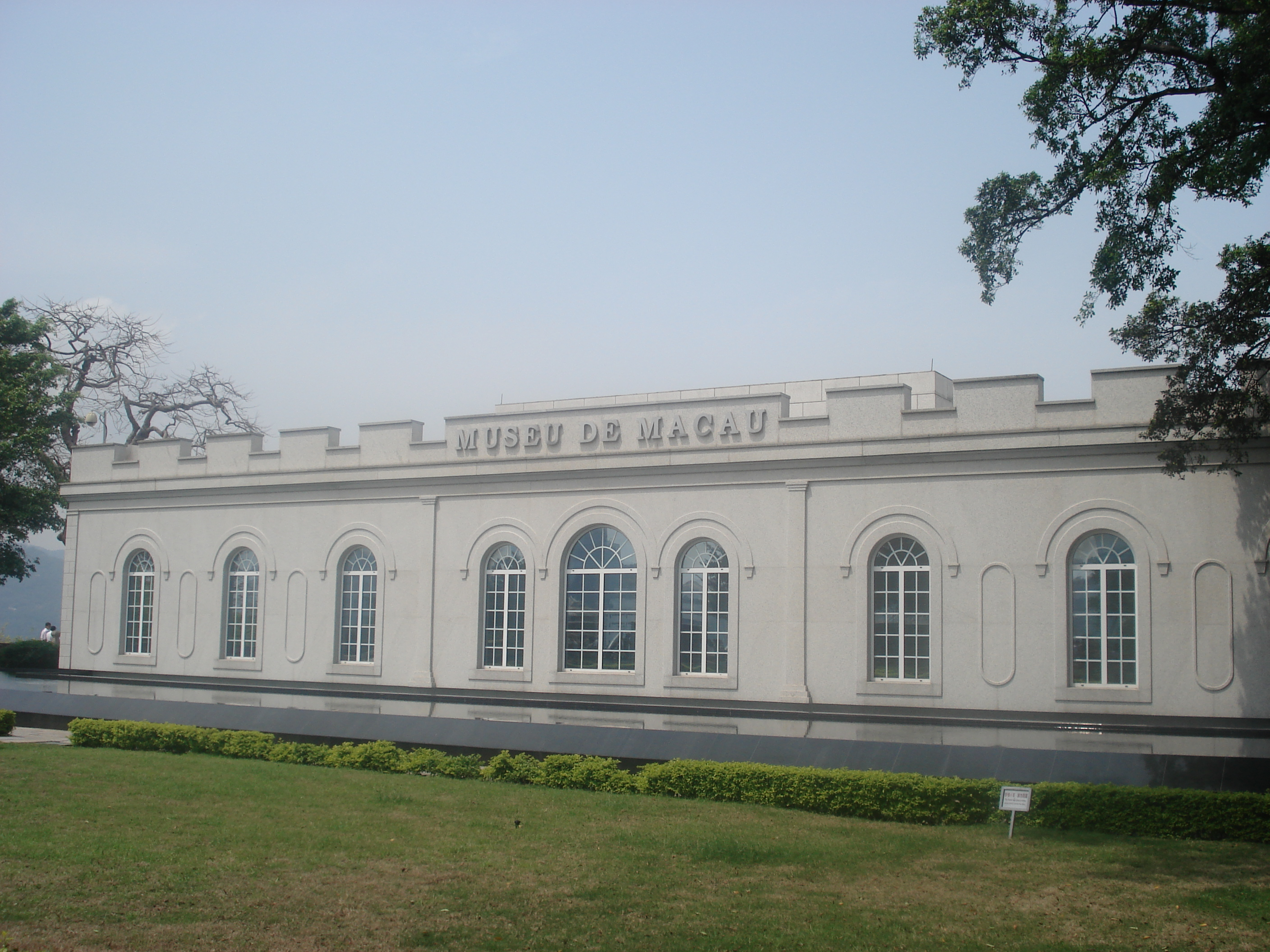
Bảo tàng Ma Cao

Bảo tàng Ma Cao (tiếng Bồ Đào Nha: Museu de Macau) là một bảo tàng nằm trên Fortaleza do Monte, một pháo đài xây dựng từ thế kỷ 16 tại Ma Cao. Trong bảo tàng này người ta trưng bày các hiện vật tiêu biểu cho thành phố và lãnh thổ trước đây là thuộc địa của Bồ Đào Nha, nay là đặc khu hành chính của Cộng hòa Nhân dân Trung Hoa.
Việc lập kế hoạch xây dựng bảo tàng này được đề ra tháng 4 năm 1995, công việc xây dựng bắt đầu vào tháng 9 năm 1996. Bảo tàng được khai trương ngày 18 tháng 4 năm 1998. Toàn bộ bảo tàng nằm trên đỉnh pháo đài với tổng diện tích 2.800 m², và khoảng 2.100 m² không gian trưng bày.